# Strażnik z więzienia Red Rock
Strażnik z więzienia Red Rock (tytuł oryg. Warden of Red Rock) – amerykański film fabularny (western) z 2001 roku.

## Główne role
- James Caan − John Flinders
- David Carradine − Mike Sullivan
- Rachel Ticotin − pani Maria McVale
- Billy Rieck − Harry Joe Reese
- Gisela Sanchez − Dolores
- Lloyd Lowe Jr. − Ray Otis
- Kirk Baltz − Gil Macon